# Zvířecí rekordmani
Zvířecí rekordmani či Rekordy živočišné říše (anglicky The Most Extreme) je dokumentární cyklus popisující rekordy živočišné říše. První epizoda se vysílala 2. července 2002 a poslední epizoda 12. června 2007 na Animal Planet. Pořad se v České republice vysílá na kanále Spektrum a vznikl na Novém Zélandu. V každém díle autoři představili 10 živočichů, z nichž každý má extrémní schopnosti v nějakém směru. Poslední vybraný živočich pak byl prohlášen zvířecím rekordmanem v této oblasti.